# Куинн, Джек
Джек Куинн (англ. Jack Quinn; род. 19 сентября 2001) — канадский хоккеист, правый нападающий клуба «Баффало Сейбрз» и сборной Канады. Чемпион мира 2023 года.

## Карьера

### Клубная
На юниорском уровне в течение двух полных сезонов играл за команду «Оттава Сиксти Севенс». По итогам сезона 2019/20 заработал 89 очков, забросив 52 шайбы и став вторым бомбардиром своей команды. На драфте НХЛ 2020 года был выбран под 8-м номером клубом «Баффало Сейбрз».
16 ноября 2020 года подписал с «Сейбрз» трёхлетний контракт новичка. Затем он был переведён в фарм-клуб команды «Рочестер Американс», за который сыграл 15 игр, пропустив большую часть сезона из-за операции по удалению грыжи.
11 января 2022 года дебютировал в НХЛ в матче против «Тампы-Бэй Лайтнинг»; матч закончился победой «Лайтнинг» со счётом 6:1. 20 января в матче с «Даллас Старз» забросил первую шайбу в НХЛ и отдал голевую передачу; матч закончился победой «Старз» со счётом 5:4. Большую часть первого сезона он играл за фарм-клуб «Рочестер Американс», где по итогам сезона заработал 61 очко. В сезоне 2022/23 стал основным игроком «Сейбрз» и сезон стал прорывным в его карьере; по итогам сезоне он заработал 37 очков, оформив за сезон два дубля.

### Международная
В составе молодёжной сборной Канады играл на МЧМ-2021; на турнире канадцы завоевали серебряные медали, а Куинн на турнире заработал 5 очков.
В составе сборной Канады играл на ЧМ-2023, на котором «кленовые» стали чемпионом мира, заработав 11 очков и стал лучшим бомбардиром команды; на турнире Куинн заработал 7 очков.

## Статистика

### Международная
| Год                         | Сборная                     | Турнир                      | Место                       |    | И | Г | П | О | Ш |
| --------------------------- | --------------------------- | --------------------------- | --------------------------- | -- | - | - | - | - | - |
| 2021                        | Канада                      | МЧМ                         | 2                           | 7  | 1 | 4 | 5 | 0 |   |
| 2023                        | Канада                      | ЧМ                          | 1                           | 10 | 2 | 5 | 7 | 2 |   |
| Всего за молодёжную сборную | Всего за молодёжную сборную | Всего за молодёжную сборную | Всего за молодёжную сборную | 7  | 1 | 4 | 5 | 0 |   |
| Всего за сборную Канады     | Всего за сборную Канады     | Всего за сборную Канады     | Всего за сборную Канады     | 10 | 2 | 5 | 7 | 2 |   |